# Eric Northman
Eric Northman es un personaje de la saga de Charlaine Harris y de la serie de HBO True Blood, en la cual es interpretado por Alexander Skarsgård.
Eric Northman es un personaje ficticio de la saga de libros The Southern Vampire Mysteries, escritos por Charlaine Harris. Es un vampiro que apareció por primera vez en la primera novela, Dead Until Dark, y aparece en todas las novelas posteriores. La serie de televisión de HBO, True Blood, está basada en esta saga y el personaje de Eric Northman es interpretado de forma diferente. 

## Vida humana
Eric en los libros es algo arrogante, pero con un cierto "joie de vivre". Se conoce poco acerca de Eric, Harris ha declarado que tenía niños, cuando era humano. En el último libro, Dead and Gone, Eric revela detalles sobre su vida humana.
Se casó a los dieciséis años con la viuda de su hermano llamada Aude. La pareja tuvo seis hijos, pero solo tres sobrevivieron hasta la edad adulta. Aude y su sexto hijo murió de una fiebre infecciosa poco después del nacimiento de este. Fue creado por un vampiro romano.

## Descripción física
En la primera novela, Dead Until Dark, Sookie Stackhouse lo describe como "hermoso, radiante, rubio y de ojos azules, alto y ancho de hombros. Vestía botas, pantalones vaqueros y un chaleco... Algo así como los chicos de portada en los libros románticos." Cuando Sookie le ve desnudo por primera vez en la cuarta novela, Dead to the World, piensa que "si hubiera un concurso internacional de traseros, Eric lo ganaría de calle. Conseguiría el mayor de los trofeos."

## Trabajo y posición en la jerarquía de vampiros
En los libros, Eric es el vampiro más poderoso de la Zona 5, un territorio que incluye la ciudad de Bon Temps en el norte de Luisiana. Eric es el sheriff de la zona y dueño de un bar de vampiros en Shreveport llamado Fangtasia, que le sirve de sede. Dirige el bar con la ayuda de sus hija vampiro Pam y algunos otros. Eric tiene sus responsabilidades y su papel dentro de la jerarquía de vampiros muy en serio. En la sexta novela, Definitely Dead, Eric menciona que ha pagado una multa significativa al árbitro vampiro, por matar a un camarero del bar, Long Shadow. Esto demuestra que no pudo ocultar su delito y que era una "cosa seria".
Al encontrarse el estado de Luisiana bajo el caos después del huracán Katrina, y tras el asesinato de la reina de Louisiana, jerarca de Eric, por los vampiros de Nevada, bajo la orden de Felipe de Castro, Eric rápidamente muestra su fidelidad al nuevo régimen. Así, puede mantener el control de su área, cuando otros alguaciles son asesinados.

## Relación con Sookie Stackhouse
La autora, Charlaine Harris, introduce a Eric en su primera novela, Dead until Dark, y él se siente atraído por Sookie desde el primer momento, a partir de este libro, Eric vela por la vida de Sookie en cada libro. En los libros posteriores, ella también le salva la vida a él en varias ocasiones. La atracción entre ambos se nota mucho más en el tercer libro de la saga, Club Dead. Posteriormente, Eric tiene un breve romance con ella en Dead to the World, el cuarto libro, sin embargo, debido a una maldición, Eric pierde sus recuerdos de ese tiempo y, cuando recupera la memoria, no puede recordar el romance entre ambos hasta el libro 8, From Dead to Worse, que, estando sentado en la cama de Sookie, logra recordar todo y le pide hablar al respecto, pero Sookie se niega. En el libro 9 Eric y Sookie reanudan su romance y se casan al estilo vampiro, sin que antes Sookie se sienta manipulada por Eric, el cual le explica que era la única manera de mantenerla alejada del rey de los vampiros, Felipe de Castro, el cual desea que trabaje para él. En el libro 10, "Dead in the Family", Sookie confiesa abiertamente que ama a Eric y él por fin le confiesa que la ama, y ella visita su casa por primera vez.
La novela 11, "Dead Reckoning", cuenta de un secreto que Eric le guarda a Sookie, que podría separarlos para siempre.

## Imagen de televisión
En True Blood, serie de HBO sobre la base de los primeros libros de la saga, este personaje es interpretado por el actor sueco Alexander Skarsgård. Algunos detalles de la naturaleza son retratados de manera diferente que en los libros. En la serie, Eric es creado por Godric, con quien comparte un profundo vínculo de lealtad y devoción.
Relación con Sookie en la serie vs. relación con Sookie en los libros
En los libros, la relación entre Sookie y Eric se caracteriza, ya desde el principio, por el flirteo entre ambos, siendo evidente la atracción mutua, aun cuando Sookie al principio se muestre cauta. En la serie, en cambio, solamente se hace evidente la atracción de Eric, mientras que Sookie lo trata con cierto desdén.